# Liste der Staatsoberhäupter Deutschlands
Die Liste der Staatsoberhäupter Deutschlands führt die Oberhäupter des deutschen Nationalstaats seit der Reichsgründung 1871 auf.
Im Deutschen Kaiserreich von 1871 bis 1918 hatten die Könige von Preußen zugleich das Amt des Deutschen Kaisers in Personalunion inne.
In der Weimarer Republik und den Anfängen des Dritten Reiches hatte der Reichspräsident das Amt des Staatsoberhaupts inne. Nach dem Tod des Reichspräsidenten Paul von Hindenburg 1934 wurden die Ämter des Reichskanzlers und des Reichspräsidenten vereinigt. Der Titel Reichspräsident wurde bis zum Tode Adolf Hitlers durch „Führer“ ersetzt. Durch testamentarische Verfügung Hitlers wurde für den Fall seines Todes bestimmt, dass das Amt des „Führers und Reichskanzlers“ wieder in die zwei ursprünglichen Ämter geteilt wurde. Auf dieser Grundlage wurde Karl Dönitz nach dem Selbstmord Hitlers kurzzeitig Reichspräsident.
Nach dem Zweiten Weltkrieg entstanden 1949 in Deutschland zwei deutsche Staaten: in den westalliierten Besatzungszonen die Bundesrepublik Deutschland, in der sowjetischen Besatzungszone die Deutsche Demokratische Republik (DDR). Wilhelm Pieck war seit der Gründung der DDR 1949 bis zu seinem Tod 1960 der erste und einzige Präsident der DDR. Seit der deutschen Wiedervereinigung am 3. Oktober 1990 ist der Bundespräsident das gemeinsame Staatsoberhaupt aller Deutschen.

## Deutsches Reich
Von 1871 bis 1918 war das Deutsche Reich ein Bundesstaat unter einem Monarchen: Die Könige von Preußen waren in Personalunion zugleich Deutsche Kaiser. Das war der Titel für das „Bundespräsidium“.
Von 1918 bis 1945 war das Deutsche Reich eine Republik mit einem zunächst gemischt präsidial-parlamentarischen Regierungssystem und dem Reichspräsidenten als Staatsoberhaupt. Ab 1933 wurde die demokratische Weimarer Verfassung beginnend durch das Ermächtigungsgesetz vom 24. März 1933 ausgehöhlt und auch die bundesstaatliche Form wich einem zunehmenden Zentralismus. Nach dem Tod von Reichspräsident Hindenburg wurden per Reichsgesetz vom 1. August 1934 die Befugnisse des Reichskanzlers mit denen des Reichspräsidenten vereinigt und dessen Titel bis zum Tode Adolf Hitlers durch „Führer“ ersetzt.
Mit der Kapitulation der Wehrmacht am 8. Mai 1945 verlor das Amt des Staatsoberhauptes die Befehlsgewalt über die Streitkräfte. Seit dem 23. Mai, mit der Verhaftung der Regierung Dönitz, wurde das Amt faktisch nicht mehr ausgeübt. Am 5. Juni wurde in der Berliner Erklärung von den vier Besatzungsmächten der Alliierte Kontrollrat als oberste Regierungsgewalt für das okkupierte Territorium Deutschlands eingerichtet. Erst mit diesem Datum wurde das Amt des Staatsoberhaupts kraft des Besatzungsrechts der Alliierten rechtlich aufgehoben. Die staatsrechtliche Kontinuität und völkerrechtliche Identität des Deutschen Reiches wurde ab 1949 von der Bundesrepublik Deutschland übernommen (BVerfG 1972), siehe hierzu Artikel Rechtslage Deutschlands nach 1945.
Sofern allerdings der Rechtsstandpunkt zutreffen sollte, dass Adolf Hitler das Amt des Staatsoberhaupts wegen der noch geltenden Reichsverfassung nicht testamentarisch auf Karl Dönitz übertragen konnte, ist das Amt des Staatsoberhaupts mit dem Suizid des letzten verfassungsmäßigen Amtsinhabers bereits am 30. April 1945 vakant geworden.

### Deutsches Kaiserreich

#### Deutscher Kaiser
| Bild | Nr. | Name (Lebensdaten)         | Amtszeit                                  | Grund des Regierungsendes |
| ---- | --- | -------------------------- | ----------------------------------------- | ------------------------- |
|      | 01  | Wilhelm I. (1797–1888)     | 1 1.1.1871 † 09.03.1888 17 Jahre, 69 Tage | Ableben im Dreikaiserjahr |
|      | 02  | Friedrich III. (1831–1888) | 09.03.1888 † 15.06.1888 99 Tage           | Ableben im Dreikaiserjahr |
|      | 03  | Wilhelm II. (1859–1941)    | 15.06.1888 9.11.1918 30 Jahre, 147 Tage   | Novemberrevolution        |

### Weimarer Republik

#### Reichspräsident
| Nr. | Reichspräsident (Lebensdaten) | Reichspräsident (Lebensdaten)   | Partei    | Amtszeit                                                                   | Stellvertreter |
| --- | ----------------------------- | ------------------------------- | --------- | -------------------------------------------------------------------------- | --- |
| 4   |                               | Friedrich Ebert (1871–1925)     | SPD       | 11. Februar 1919 † 28. Februar 1925 (6 Jahre, 17 Tage) (im Amt verstorben) | Jeweiliger amtierender Reichskanzler für kurzfristige Verhinderungen; für längerfristige gesetzlich der Präsident des Reichsgerichts vorgesehen. |
|     |                               | Walter Simons (1861–1937)       | parteilos | 11. März 1925 30. April 1925 (50 Tage kommissarisch)                       | Jeweiliger amtierender Reichskanzler für kurzfristige Verhinderungen; für längerfristige gesetzlich der Präsident des Reichsgerichts vorgesehen. |
| 5   |                               | Paul von Hindenburg (1847–1934) | parteilos | 12. Mai 1925 24. März 1933 (7 Jahre, 316 Tage)                             | Erwin Bumke ab dem 20. Dezember 1932 |

### Zeit des Nationalsozialismus(Drittes Reich)

#### Reichspräsident
| Nr. | Reichspräsident (Lebensdaten) | Reichspräsident (Lebensdaten)   | Partei    | Amtszeit                                                              | Stellvertreter |
| --- | ----------------------------- | ------------------------------- | --------- | --------------------------------------------------------------------- | -------------- |
| 5   |                               | Paul von Hindenburg (1847–1934) | parteilos | 24. März 1933 † 2. August 1934 (1 Jahr, 131 Tage) (im Amt verstorben) | Erwin Bumke    |

#### FührerundReichskanzler
| Nr. | Führer und Reichskanzler (Lebensdaten) | Führer und Reichskanzler (Lebensdaten) | Partei | Amtszeit                                                                 | Stellvertreter                                                       |
| --- | -------------------------------------- | -------------------------------------- | ------ | ------------------------------------------------------------------------ | -------------------------------------------------------------------- |
| 6   |                                        | Adolf Hitler (1889–1945)               | NSDAP  | 2. August 1934 † 30. April 1945 (10 Jahre, 271 Tage) (im Amt verstorben) | Rudolf Heß bis zum 12. Mai 1941 nicht vorgesehen ab dem 12. Mai 1941 |

#### Reichspräsident
| Nr. | Reichspräsident (Lebensdaten) | Reichspräsident (Lebensdaten) | Partei | Amtszeit                              | Stellvertreter   |
| --- | ----------------------------- | ----------------------------- | ------ | ------------------------------------- | ---------------- |
| 7   |                               | Karl Dönitz (1891–1980)       | NSDAP  | 30. April 1945 23. Mai 1945 (23 Tage) | nicht vorgesehen |

## Deutsche Demokratische Republik

### Präsident der DDR
| Nr. | Präsident der DDR (Lebensdaten) | Präsident der DDR (Lebensdaten) | Partei | Amtszeit                                                                      | Stellvertreter     | Stellvertreter |
| --- | ------------------------------- | ------------------------------- | ------ | ----------------------------------------------------------------------------- | ------------------ | -------------- |
| 1   |                                 | Wilhelm Pieck (1876–1960)       | SED    | 11. Oktober 1949 † 7. September 1960 (10 Jahre, 332 Tage) (im Amt verstorben) | Johannes Dieckmann |                |

### Vorsitzender des Staatsrats
| Nr. | Vorsitzender des Staatsrats (Lebensdaten) | Vorsitzender des Staatsrats (Lebensdaten) | Partei | Amtszeit                                                                     | Stellvertreter     | Stellvertreter |
| --- | ----------------------------------------- | ----------------------------------------- | ------ | ---------------------------------------------------------------------------- | ------------------ | -------------- |
| 2   |                                           | Walter Ulbricht (1893–1973)               | SED    | 12. September 1960 † 1. August 1973 (12 Jahre, 323 Tage) (im Amt verstorben) | Johannes Dieckmann |                |
| 2   | Gerald Götting                            | Walter Ulbricht (1893–1973)               | SED    | 12. September 1960 † 1. August 1973 (12 Jahre, 323 Tage) (im Amt verstorben) |                    |                |
| 3   |                                           | Willi Stoph (1914–1999)                   | SED    | 3. Oktober 1973 29. Oktober 1976 (3 Jahre, 26 Tage)                          |                    |                |
| 4   |                                           | Erich Honecker (1912–1994)                | SED    | 29. Oktober 1976 24. Oktober 1989 (12 Jahre, 360 Tage)                       | Horst Sindermann   |                |
| 5   |                                           | Egon Krenz (1937– )                       | SED    | 24. Oktober 1989 6. Dezember 1989 (43 Tage)                                  | Horst Sindermann   |                |
| 5   | Günther Maleuda                           | Egon Krenz (1937– )                       | SED    | 24. Oktober 1989 6. Dezember 1989 (43 Tage)                                  |                    |                |
| 6   |                                           | Manfred Gerlach (1928–2011)               | LDPD   | 6. Dezember 1989 5. April 1990 (120 Tage)                                    |                    |                |

### Präsidentin der Volkskammer
| Nr. | Präsidentin der Volkskammer (Lebensdaten) | Präsidentin der Volkskammer (Lebensdaten) | Partei | Amtszeit                                 | Stellvertreter   |
| --- | ----------------------------------------- | ----------------------------------------- | ------ | ---------------------------------------- | ---------------- |
| 7   |                                           | Sabine Bergmann-Pohl (1946– )             | CDU    | 5. April 1990 2. Oktober 1990 (180 Tage) | nicht vorgesehen |

## Bundesrepublik Deutschland
Erstes Staatsoberhaupt der Bundesrepublik Deutschland war Karl Arnold als Ministerpräsident von Nordrhein-Westfalen und erster Bundesratspräsident.

### Bundespräsident
| Nr. | Bundespräsident (Lebensdaten) | Bundespräsident (Lebensdaten)      | Partei    | Amtszeit                                                 | Stellvertreter (Bundesratspräsident) | Stellvertreter (Bundesratspräsident) |
| --- | ----------------------------- | ---------------------------------- | --------- | -------------------------------------------------------- | ------------------------------------ | ------------------------------------ |
| 1   |                               | Theodor Heuss (1884–1963)          | FDP       | 12. September 1949 12. September 1959 (10 Jahre)         | Karl Arnold                          |                                      |
| 1   | Hans Ehard                    | Theodor Heuss (1884–1963)          | FDP       | 12. September 1949 12. September 1959 (10 Jahre)         |                                      |                                      |
| 1   | Hinrich Wilhelm Kopf          | Theodor Heuss (1884–1963)          | FDP       | 12. September 1949 12. September 1959 (10 Jahre)         |                                      |                                      |
| 1   | Reinhold Maier                | Theodor Heuss (1884–1963)          | FDP       | 12. September 1949 12. September 1959 (10 Jahre)         |                                      |                                      |
| 1   | Georg-August Zinn             | Theodor Heuss (1884–1963)          | FDP       | 12. September 1949 12. September 1959 (10 Jahre)         |                                      |                                      |
| 1   | Peter Altmeier                | Theodor Heuss (1884–1963)          | FDP       | 12. September 1949 12. September 1959 (10 Jahre)         |                                      |                                      |
| 1   | Kai-Uwe von Hassel            | Theodor Heuss (1884–1963)          | FDP       | 12. September 1949 12. September 1959 (10 Jahre)         |                                      |                                      |
| 1   | Kurt Sieveking                | Theodor Heuss (1884–1963)          | FDP       | 12. September 1949 12. September 1959 (10 Jahre)         |                                      |                                      |
| 1   | Willy Brandt                  | Theodor Heuss (1884–1963)          | FDP       | 12. September 1949 12. September 1959 (10 Jahre)         |                                      |                                      |
| 1   | Wilhelm Kaisen                | Theodor Heuss (1884–1963)          | FDP       | 12. September 1949 12. September 1959 (10 Jahre)         |                                      |                                      |
| 2   |                               | Heinrich Lübke (1894–1972)         | CDU       | 13. September 1959 30. Juni 1969 (9 Jahre, 290 Tage)     |                                      |                                      |
| 2   | Franz-Josef Röder             | Heinrich Lübke (1894–1972)         | CDU       | 13. September 1959 30. Juni 1969 (9 Jahre, 290 Tage)     |                                      |                                      |
| 2   | Franz Meyers                  | Heinrich Lübke (1894–1972)         | CDU       | 13. September 1959 30. Juni 1969 (9 Jahre, 290 Tage)     |                                      |                                      |
| 2   | Hans Ehard                    | Heinrich Lübke (1894–1972)         | CDU       | 13. September 1959 30. Juni 1969 (9 Jahre, 290 Tage)     |                                      |                                      |
| 2   | Kurt Georg Kiesinger          | Heinrich Lübke (1894–1972)         | CDU       | 13. September 1959 30. Juni 1969 (9 Jahre, 290 Tage)     |                                      |                                      |
| 2   | Georg Diederichs              | Heinrich Lübke (1894–1972)         | CDU       | 13. September 1959 30. Juni 1969 (9 Jahre, 290 Tage)     |                                      |                                      |
| 2   | Georg-August Zinn             | Heinrich Lübke (1894–1972)         | CDU       | 13. September 1959 30. Juni 1969 (9 Jahre, 290 Tage)     |                                      |                                      |
| 2   | Peter Altmeier                | Heinrich Lübke (1894–1972)         | CDU       | 13. September 1959 30. Juni 1969 (9 Jahre, 290 Tage)     |                                      |                                      |
| 2   | Helmut Lemke                  | Heinrich Lübke (1894–1972)         | CDU       | 13. September 1959 30. Juni 1969 (9 Jahre, 290 Tage)     |                                      |                                      |
| 2   | Klaus Schütz                  | Heinrich Lübke (1894–1972)         | CDU       | 13. September 1959 30. Juni 1969 (9 Jahre, 290 Tage)     |                                      |                                      |
| 2   | Herbert Weichmann             | Heinrich Lübke (1894–1972)         | CDU       | 13. September 1959 30. Juni 1969 (9 Jahre, 290 Tage)     |                                      |                                      |
| 3   |                               | Gustav Heinemann (1899–1976)       | SPD       | 1. Juli 1969 30. Juni 1974 (4 Jahre, 364 Tage)           |                                      |                                      |
| 3   | Franz-Josef Röder             | Gustav Heinemann (1899–1976)       | SPD       | 1. Juli 1969 30. Juni 1974 (4 Jahre, 364 Tage)           |                                      |                                      |
| 3   | Hans Koschnick                | Gustav Heinemann (1899–1976)       | SPD       | 1. Juli 1969 30. Juni 1974 (4 Jahre, 364 Tage)           |                                      |                                      |
| 3   | Heinz Kühn                    | Gustav Heinemann (1899–1976)       | SPD       | 1. Juli 1969 30. Juni 1974 (4 Jahre, 364 Tage)           |                                      |                                      |
| 3   | Alfons Goppel                 | Gustav Heinemann (1899–1976)       | SPD       | 1. Juli 1969 30. Juni 1974 (4 Jahre, 364 Tage)           |                                      |                                      |
| 3   | Hans Filbinger                | Gustav Heinemann (1899–1976)       | SPD       | 1. Juli 1969 30. Juni 1974 (4 Jahre, 364 Tage)           |                                      |                                      |
| 4   |                               | Walter Scheel (1919–2016)          | FDP       | 1. Juli 1974 30. Juni 1979 (4 Jahre, 364 Tage)           |                                      |                                      |
| 4   | Alfred Kubel                  | Walter Scheel (1919–2016)          | FDP       | 1. Juli 1974 30. Juni 1979 (4 Jahre, 364 Tage)           |                                      |                                      |
| 4   | Albert Osswald                | Walter Scheel (1919–2016)          | FDP       | 1. Juli 1974 30. Juni 1979 (4 Jahre, 364 Tage)           |                                      |                                      |
| 4   | Bernhard Vogel                | Walter Scheel (1919–2016)          | FDP       | 1. Juli 1974 30. Juni 1979 (4 Jahre, 364 Tage)           |                                      |                                      |
| 4   | Gerhard Stoltenberg           | Walter Scheel (1919–2016)          | FDP       | 1. Juli 1974 30. Juni 1979 (4 Jahre, 364 Tage)           |                                      |                                      |
| 4   | Dietrich Stobbe               | Walter Scheel (1919–2016)          | FDP       | 1. Juli 1974 30. Juni 1979 (4 Jahre, 364 Tage)           |                                      |                                      |
| 5   |                               | Karl Carstens (1914–1992)          | CDU       | 1. Juli 1979 30. Juni 1984 (4 Jahre, 365 Tage)           |                                      |                                      |
| 5   | Hans-Ulrich Klose             | Karl Carstens (1914–1992)          | CDU       | 1. Juli 1979 30. Juni 1984 (4 Jahre, 365 Tage)           |                                      |                                      |
| 5   | Werner Zeyer                  | Karl Carstens (1914–1992)          | CDU       | 1. Juli 1979 30. Juni 1984 (4 Jahre, 365 Tage)           |                                      |                                      |
| 5   | Hans Koschnick                | Karl Carstens (1914–1992)          | CDU       | 1. Juli 1979 30. Juni 1984 (4 Jahre, 365 Tage)           |                                      |                                      |
| 5   | Johannes Rau                  | Karl Carstens (1914–1992)          | CDU       | 1. Juli 1979 30. Juni 1984 (4 Jahre, 365 Tage)           |                                      |                                      |
| 5   | Franz Josef Strauß            | Karl Carstens (1914–1992)          | CDU       | 1. Juli 1979 30. Juni 1984 (4 Jahre, 365 Tage)           |                                      |                                      |
| 6   |                               | Richard von Weizsäcker (1920–2015) | CDU       | 1. Juli 1984 30. Juni 1994 (9 Jahre, 364 Tage)           |                                      |                                      |
| 6   | Lothar Späth                  | Richard von Weizsäcker (1920–2015) | CDU       | 1. Juli 1984 30. Juni 1994 (9 Jahre, 364 Tage)           |                                      |                                      |
| 6   | Ernst Albrecht                | Richard von Weizsäcker (1920–2015) | CDU       | 1. Juli 1984 30. Juni 1994 (9 Jahre, 364 Tage)           |                                      |                                      |
| 6   | Holger Börner                 | Richard von Weizsäcker (1920–2015) | CDU       | 1. Juli 1984 30. Juni 1994 (9 Jahre, 364 Tage)           |                                      |                                      |
| 6   | Walter Wallmann               | Richard von Weizsäcker (1920–2015) | CDU       | 1. Juli 1984 30. Juni 1994 (9 Jahre, 364 Tage)           |                                      |                                      |
| 6   | Bernhard Vogel                | Richard von Weizsäcker (1920–2015) | CDU       | 1. Juli 1984 30. Juni 1994 (9 Jahre, 364 Tage)           |                                      |                                      |
| 6   | Björn Engholm                 | Richard von Weizsäcker (1920–2015) | CDU       | 1. Juli 1984 30. Juni 1994 (9 Jahre, 364 Tage)           |                                      |                                      |
| 6   | Walter Momper                 | Richard von Weizsäcker (1920–2015) | CDU       | 1. Juli 1984 30. Juni 1994 (9 Jahre, 364 Tage)           |                                      |                                      |
| 6   | Henning Voscherau             | Richard von Weizsäcker (1920–2015) | CDU       | 1. Juli 1984 30. Juni 1994 (9 Jahre, 364 Tage)           |                                      |                                      |
| 6   | Alfred Gomolka                | Richard von Weizsäcker (1920–2015) | CDU       | 1. Juli 1984 30. Juni 1994 (9 Jahre, 364 Tage)           |                                      |                                      |
| 6   | Berndt Seite                  | Richard von Weizsäcker (1920–2015) | CDU       | 1. Juli 1984 30. Juni 1994 (9 Jahre, 364 Tage)           |                                      |                                      |
| 6   | Oskar Lafontaine              | Richard von Weizsäcker (1920–2015) | CDU       | 1. Juli 1984 30. Juni 1994 (9 Jahre, 364 Tage)           |                                      |                                      |
| 6   | Klaus Wedemeier               | Richard von Weizsäcker (1920–2015) | CDU       | 1. Juli 1984 30. Juni 1994 (9 Jahre, 364 Tage)           |                                      |                                      |
| 7   |                               | Roman Herzog (1934–2017)           | CDU       | 1. Juli 1994 30. Juni 1999 (4 Jahre, 364 Tage)           |                                      |                                      |
| 7   | Johannes Rau                  | Roman Herzog (1934–2017)           | CDU       | 1. Juli 1994 30. Juni 1999 (4 Jahre, 364 Tage)           |                                      |                                      |
| 7   | Edmund Stoiber                | Roman Herzog (1934–2017)           | CDU       | 1. Juli 1994 30. Juni 1999 (4 Jahre, 364 Tage)           |                                      |                                      |
| 7   | Erwin Teufel                  | Roman Herzog (1934–2017)           | CDU       | 1. Juli 1994 30. Juni 1999 (4 Jahre, 364 Tage)           |                                      |                                      |
| 7   | Gerhard Schröder              | Roman Herzog (1934–2017)           | CDU       | 1. Juli 1994 30. Juni 1999 (4 Jahre, 364 Tage)           |                                      |                                      |
| 7   | Hans Eichel                   | Roman Herzog (1934–2017)           | CDU       | 1. Juli 1994 30. Juni 1999 (4 Jahre, 364 Tage)           |                                      |                                      |
| 7   | Roland Koch                   | Roman Herzog (1934–2017)           | CDU       | 1. Juli 1994 30. Juni 1999 (4 Jahre, 364 Tage)           |                                      |                                      |
| 8   |                               | Johannes Rau (1931–2006)           | SPD       | 1. Juli 1999 30. Juni 2004 (4 Jahre, 365 Tage)           |                                      |                                      |
| 8   | Kurt Biedenkopf               | Johannes Rau (1931–2006)           | SPD       | 1. Juli 1999 30. Juni 2004 (4 Jahre, 365 Tage)           |                                      |                                      |
| 8   | Kurt Beck                     | Johannes Rau (1931–2006)           | SPD       | 1. Juli 1999 30. Juni 2004 (4 Jahre, 365 Tage)           |                                      |                                      |
| 8   | Klaus Wowereit                | Johannes Rau (1931–2006)           | SPD       | 1. Juli 1999 30. Juni 2004 (4 Jahre, 365 Tage)           |                                      |                                      |
| 8   | Wolfgang Böhmer               | Johannes Rau (1931–2006)           | SPD       | 1. Juli 1999 30. Juni 2004 (4 Jahre, 365 Tage)           |                                      |                                      |
| 8   | Dieter Althaus                | Johannes Rau (1931–2006)           | SPD       | 1. Juli 1999 30. Juni 2004 (4 Jahre, 365 Tage)           |                                      |                                      |
| 9   |                               | Horst Köhler (1943–2025)           | CDU       | 1. Juli 2004 31. Mai 2010 (5 Jahre, 334 Tage)            |                                      |                                      |
| 9   | Matthias Platzeck             | Horst Köhler (1943–2025)           | CDU       | 1. Juli 2004 31. Mai 2010 (5 Jahre, 334 Tage)            |                                      |                                      |
| 9   | Peter Harry Carstensen        | Horst Köhler (1943–2025)           | CDU       | 1. Juli 2004 31. Mai 2010 (5 Jahre, 334 Tage)            |                                      |                                      |
| 9   | Harald Ringstorff             | Horst Köhler (1943–2025)           | CDU       | 1. Juli 2004 31. Mai 2010 (5 Jahre, 334 Tage)            |                                      |                                      |
| 9   | Ole von Beust                 | Horst Köhler (1943–2025)           | CDU       | 1. Juli 2004 31. Mai 2010 (5 Jahre, 334 Tage)            |                                      |                                      |
| 9   | Peter Müller                  | Horst Köhler (1943–2025)           | CDU       | 1. Juli 2004 31. Mai 2010 (5 Jahre, 334 Tage)            |                                      |                                      |
| 9   | Jens Böhrnsen                 | Horst Köhler (1943–2025)           | CDU       | 1. Juli 2004 31. Mai 2010 (5 Jahre, 334 Tage)            |                                      |                                      |
| 10  |                               | Christian Wulff (1959– )           | CDU       | 30. Juni 2010 17. Februar 2012 (1 Jahr, 232 Tage)        |                                      |                                      |
| 10  | Hannelore Kraft               | Christian Wulff (1959– )           | CDU       | 30. Juni 2010 17. Februar 2012 (1 Jahr, 232 Tage)        |                                      |                                      |
| 10  | Horst Seehofer                | Christian Wulff (1959– )           | CDU       | 30. Juni 2010 17. Februar 2012 (1 Jahr, 232 Tage)        |                                      |                                      |
| 11  |                               | Joachim Gauck (1940– )             | parteilos | 18. März 2012 18. März 2017 (5 Jahre)                    |                                      |                                      |
| 11  | Winfried Kretschmann          | Joachim Gauck (1940– )             | parteilos | 18. März 2012 18. März 2017 (5 Jahre)                    |                                      |                                      |
| 11  | Stephan Weil                  | Joachim Gauck (1940– )             | parteilos | 18. März 2012 18. März 2017 (5 Jahre)                    |                                      |                                      |
| 11  | Volker Bouffier               | Joachim Gauck (1940– )             | parteilos | 18. März 2012 18. März 2017 (5 Jahre)                    |                                      |                                      |
| 11  | Stanislaw Tillich             | Joachim Gauck (1940– )             | parteilos | 18. März 2012 18. März 2017 (5 Jahre)                    |                                      |                                      |
| 11  | Malu Dreyer                   | Joachim Gauck (1940– )             | parteilos | 18. März 2012 18. März 2017 (5 Jahre)                    |                                      |                                      |
| 12  |                               | Frank-Walter Steinmeier (1956– )   | SPD       | 19. März 2017 amtierend (bis heute 7 Jahre und 350 Tage) |                                      |                                      |
| 12  | Michael Müller                | Frank-Walter Steinmeier (1956– )   | SPD       | 19. März 2017 amtierend (bis heute 7 Jahre und 350 Tage) |                                      |                                      |
| 12  | Daniel Günther                | Frank-Walter Steinmeier (1956– )   | SPD       | 19. März 2017 amtierend (bis heute 7 Jahre und 350 Tage) |                                      |                                      |
| 12  | Dietmar Woidke                | Frank-Walter Steinmeier (1956– )   | SPD       | 19. März 2017 amtierend (bis heute 7 Jahre und 350 Tage) |                                      |                                      |
| 12  | Reiner Haseloff               | Frank-Walter Steinmeier (1956– )   | SPD       | 19. März 2017 amtierend (bis heute 7 Jahre und 350 Tage) |                                      |                                      |
| 12  | Bodo Ramelow                  | Frank-Walter Steinmeier (1956– )   | SPD       | 19. März 2017 amtierend (bis heute 7 Jahre und 350 Tage) |                                      |                                      |
| 12  | Peter Tschentscher            | Frank-Walter Steinmeier (1956– )   | SPD       | 19. März 2017 amtierend (bis heute 7 Jahre und 350 Tage) |                                      |                                      |
| 12  | Manuela Schwesig              | Frank-Walter Steinmeier (1956– )   | SPD       | 19. März 2017 amtierend (bis heute 7 Jahre und 350 Tage) |                                      |                                      |
| 12  | Anke Rehlinger                | Frank-Walter Steinmeier (1956– )   | SPD       | 19. März 2017 amtierend (bis heute 7 Jahre und 350 Tage) |                                      |                                      |